# Sulfosulfuron
Le sulfosulfuron est un composé chimique du groupe des sulfonylurées. 

## Apparence
Le sulfosulfuron est une poudre blanche peu soluble dans l'eau.  

## Utilisation
Le sulfosulfuron est utilisé comme principe actif dans les produits phytosanitaires. Il est utilisé comme herbicide de post-levée (c'est-à-dire un herbicide utilisé après l'apparition des premières plantules), pour la suppression des espèces de brome et de chiendent ainsi que de certaines mauvaises herbes à feuilles larges dans le blé d'hiver et le triticale. Il agit comme un inhibiteur de l'acétolactate synthase (ALS), une enzyme impliquée dans la synthèse de trois acides aminés : l'isoleucine, la valine et la leucine, chez les plantes et les microorganismes. 

## Autorisation
La demande d'autorisation dans l'Union Européenne pour le sulfosulfuron a été déposée le 24 avril 1997 par le groupe Monsanto. Son utilisation est approuvée en UE depuis le 1er juillet 2002.  L'autorisation a été prolongé en 2011 jusqu'à fin 2015.  En Suisse, les pesticides contenant du sulfosulfuron (par exemple l'herbicide Monitor de chez Philagro) sont autorisés, contrairement à l'Autriche ou à l'Allemagne. 